# Барбелла, Костантино
Костантино Барбелла (итал. Costantino Barbella; 31 января 1852 года, Кьети, Королевство Италия — 5 декабря 1925 года, Рим, Королевство Италия) — итальянский скульптор, почётный профессор Королевского института изобразительный искусств в Риме, частый гость в Обители Микетти и друг Франческо Паоло Микетти, Габриэле д’Аннунцио и Франческо Паоло Тости.

## Биография
Костантино Барбелла родился 31 января 1852 года в Кьети, в королевстве Италия в семье Себастьяно Кьети и Марии Бевилаква. Родители его вели семейное дело и пытались привить к нему интерес у сына. Но он не испытывал желания заниматься торговлей.
Его фигурки для рождественских вертепов, которые юный Костантино Барбела лепил и продавал в семейном магазине, заметил художник Франческо Паоло Микетти. В 1872 году он помог ему получить грант от провинции Кьети на обучение в Королевской Академии искусств в Неаполе. Юный скульптор выиграл грант, предоставив вниманию жюри композицию «Снятие с Креста». В академии Костантино Барбелла обучался скульптуре у Станислао Листы и Винченцо Джемито. Завершил образование в 1874 году.
Специализировался на создании небольших композиций из глины или бронзы, изображающие сцены из жизни крестьян и обычаи его родины. Эти работы принесли скульптору международное признание. В 1875 году одна из его скульптур, «Радость невиновности после работы», была приобретена королём Витторио Эмануэле II и передана в дар галерее Каподимонте.
Костантино Барбелла курировал строительство павильона королевства Италия на Международной выставке в Антверпене в 1884 году, после которой он получил звание почётного профессора Королевского института изобразительных искусств в Риме. Выставки его работ прошли в Париже, Берлине, Лондоне, Амстердаме и других европейских столицах, а также в Буэнос-Айресе. В 1899 году принимал участие на III Международной художественной выставке в Венеции.
В 1877 году продемонстрировал публике свою самую известную работу — «Песню о любви», группу из трёх скульптур — три девушки идут обнявшись и поют. Среди других его работ известны терракотовые и бронзовые скульптуры «Уверенность», «Апрель», «Пьющий мальчик», «Пастушки», «Возвращение», «Испытание призывника» и многие другие, ныне хранящиеся в пинакотеке города Кьети.
Костантино Барбелла был также искусным рисовальщиком, превосходным портретистом. Им были созданы портреты Пьетро Масканьи, с которым его связывала глубокая дружба, кардинала Мариано Рамполлы, Папы Льва XIII, принца Даниила и принцессы Милицы Черногорских и многие другие.
Скульптор был большим другом своих великих земляков — композитора Франческо Паоло Тости, поэта Габриэле дʼАннунцио и художника Франческо Паоло Микетти. Вместе с ними он проводил большую часть своего отдыха в бывшем францисканском монастыре в Франкавилла-аль-Маре, вошедшим в историю культуры Италии под именем обители Микетти, или Микеттианской горницы.
Его ученицей была Лола Мора.
К концу жизни Костантино Барбелла почти полностью утратил зрение. Причиной тому стала смерть его единственного сына на фронте Первой мировой войны. Его последняя выставка прошла в 1920 году в Риме. Он умер в Риме 5 декабря 1925 года. В Кьети действует Музей искусств имени Костантино Барбеллы.

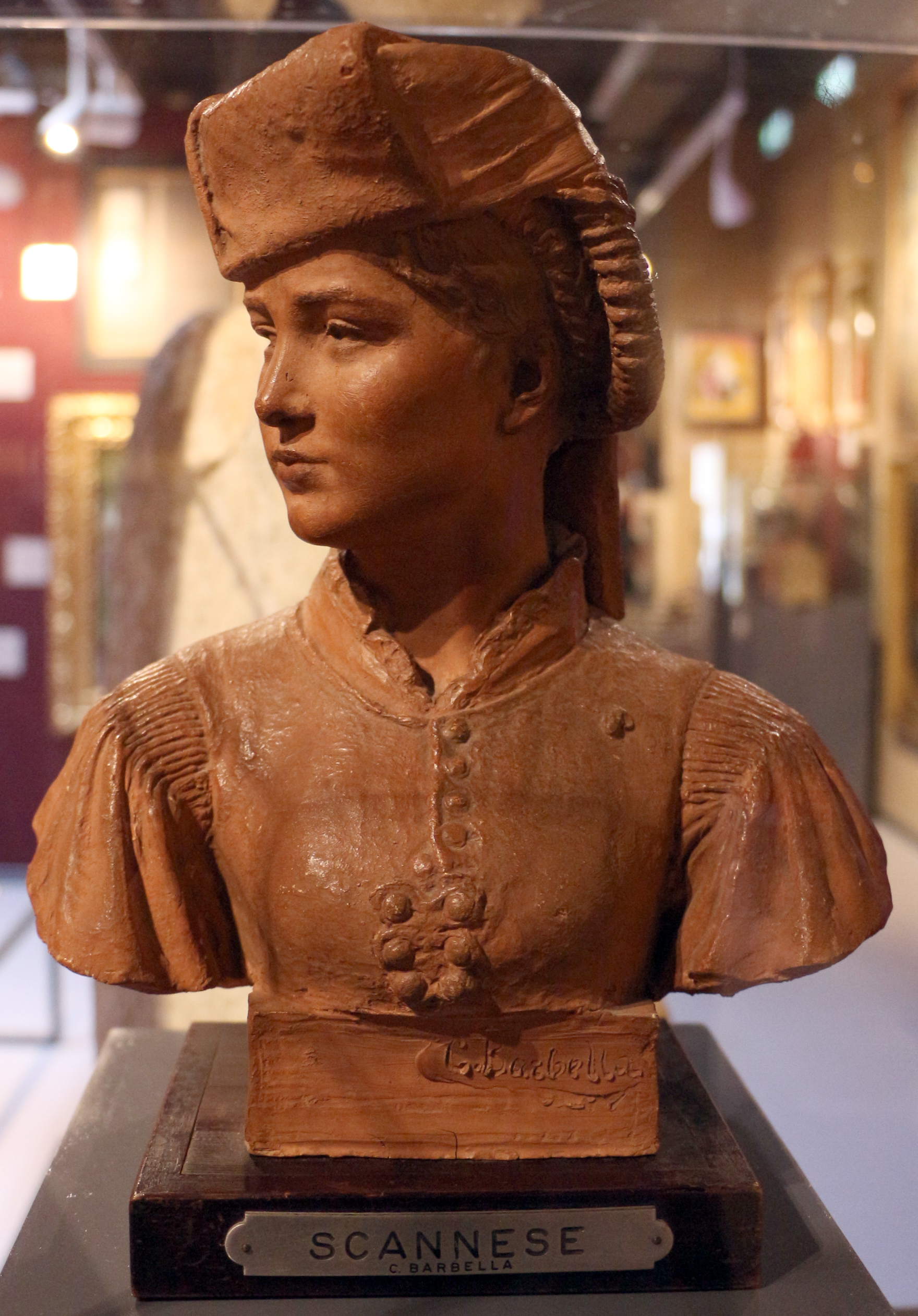
Ла Сканнезе
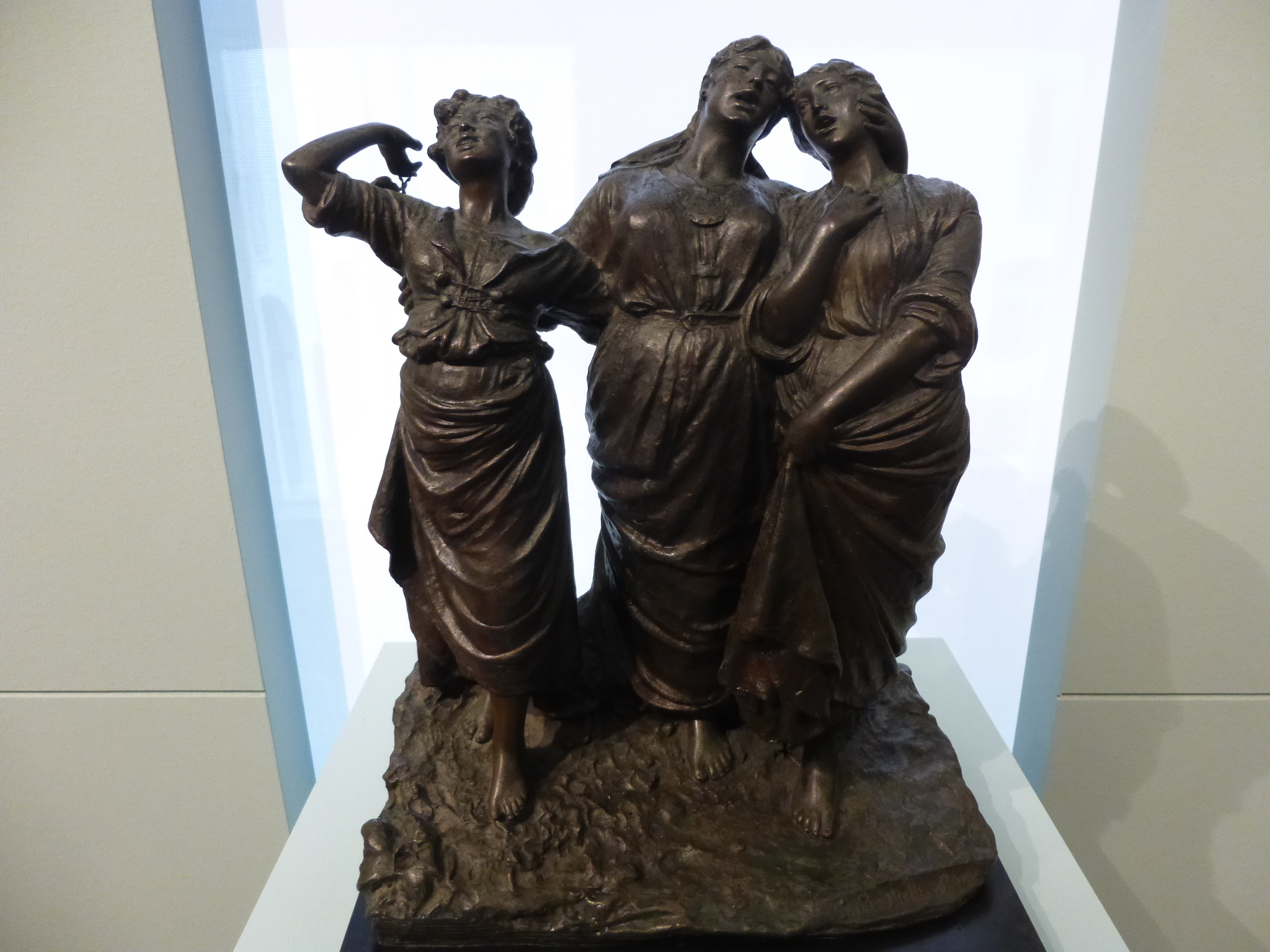
Канто д'аморе